# IFA N7
Der IFA N7 war ein Prototyp eines Zweiachs-LKW des VEB Kraftfahrzeugwerks „Ernst Grube“ Werdau aus den 1950er-Jahren. Es handelte sich dabei um ein Langhauber-Niederrahmenfahrgestell auf Basis des in Werdau hergestellten LKW H6. Obwohl stärker als bei den Panther-Kränen auf Baugruppen des Basisfahrzeugs zurückgegriffen wurde, ging der N7 nicht in die Serienproduktion.
Der VEB Feuerlöschgerätewerk Luckenwalde (FGL) erhielt um 1955 den Auftrag, die Produktion von Drehleitern vorzubereiten. Dabei stellte sich das Problem, dass die in der DDR verfügbaren LKW-Fahrgestelle unpassend waren. Der H3A erwies sich als zu leicht, der H6 als zu groß, passende Importe aus den RGW-Staaten waren nicht verfügbar. In diesem Zusammenhang erhielt das FGL im September 1957 das einzige Funktionsmuster des N7. Dort wurde es mit einer Fahrgestellverkleidung auf Kunstharz-Basis versehen. Die Entwicklung einer 30-Meter-Leiter (DL 30) in Luckenwalde wurde nach mehreren Problemen eingestellt und 1962 eine 25-Meter-Leiter (DL 25) für den neuen S4000-1 vorgestellt.
Das N7-Funktionsmuster erhielt 1961 in der Zentralwerkstatt der Feuerwehr Borkheide einen DL-30-Drehturm einer Metz-Vorkriegsleiter und wurde Ende 1961 bei der Berufsfeuerwehr Karl-Marx-Stadt stationiert. Nach einem Abknicken der Leiter wurde in Borkheide ein älterer Leiterpark einer Metz-DL-30 aufgebaut. Als in Karl-Marx-Stadt Ende der 1960er-Jahre neue 30-Meter-Drehleitern auf IFA W50 beschafft wurden, war das Fahrzeug bereits zur Verschrottung vorgesehen.
Der N7 wurde kurzfristig zur Betriebsfeuerwehr des Chemiewerks Böhlen überstellt, nachdem dort ein 1936 gebauter Mercedes-Benz ausfiel. Mit dessen DL-36-Aufbau (ebenfalls von Metz) war der N7 bis 1977 im Einsatz, als er wegen Verschleißes endgültig zur Verschrottung abgestellt wurde.